# Marsi meteoritok
A marsi meteoritok (vagy a három típusmeteorit, a Shergotty, a Nakhla és a Chassigni után SNC-meteoritok) olyan meteoritok, melyek kémiai összetételük alapján feltehetően a Marsról származnak, azaz valamilyen hatásra az eredetileg a vörös bolygón lévő kövek a világűrbe lökődtek, majd hosszabb-rövidebb bolygóközi utazás után a Földre hullottak.
A meteoritok között az 1960-as években fölismertek egy olyan csoportot, amely kiválik a magmás szövetű akondritok közül. Ennek a csoportnak jellemző és közös kémiai vonásai voltak. Például oxidáltabbak a többi akondritnál, nagy az illóelem tartalmuk, jelentős az alkália tartalom a földpátokban, sok a kalcium a piroxénekben. Ezt a csoportot három fontos tagjáról, a Shergotty, a Nakhla és a Chassigni meteoritokról SNC csoportnak nevezték el. A Nakhláról 1974-ben két fizikus, Papanastassiou és Wasserburg Rb-Sr radioaktív kormeghatározási módszerrel kimutatta, hogy nagyon fiatal, 1,3 milliárd éves, szemben a meteoritok többségének 4,5 milliárd éves korával. Ilyen fiatalkori vulkanizmus csak nagyobb méretű bolygótesten játszódhatott le. Később a shergottitokat még fiatalabbnak, már csak 170 millió évesnek mérték (ez a földi rétegtanban a Jura kora).
A Viking leszállóegysége mérte a marsi légkör kémiai összetételét és izotóparányát. Bogard és Johnson (1974) a megtört SNC mintákból fölszabaduló gázok, valamint a nemesgázok (argon, kripton, xenon) izotóparányai alapján valószínűsítette az SNC meteoritok marsi eredetét.
A korabeli földi meteoritgyűjtemények 6 féle SNC meteoritja mellé 1995-ig még 6-ot találtak az Antarktiszon. Később Afrikában, a sivatagokban is több SNC meteoritot találtak. Ma már csaknem 50 SNC meteoritot ismerünk (ez a párok kiválasztása utáni független típusok száma).

## Története
A Marsról származó meteoritok története pontosan 1815. október 3-án kezdődött, amikor Franciaországban, Chassigny mellett becsapódott egy 4 kg-os meteorit. Fél évszázaddal később, 1865-ben az indiai Bihar államban, Sherghatinál több kő esett az égből. Ezek össztömege 5 kg volt, anyaguk pedig vulkanikus bazalt, amely több nagy ütődés nyomait viselte. Az előbbi két meteorit rokonának bizonyult az a nagyobb tömegű (40 kg-os) meteorit is, amelyet Egyiptomban, Nakhla al-Barariqnál találtak. A shergottitnak, nakhlitnak, illetve chassignitnak nevezett meteoritokat 1979 óta tekintik összetartozónak, közös néven SNC-csoportnak. Hasonló típusú meteorit utoljára 1962-ben, a nigériai Zagaminál ért földet. A radioaktív korvizsgálatok tanúsága szerint az SNC meteoritok általában viszonylag fiatalok (0,18-1,3 milliárd év), és a közelmúltban, valahol a Naprendszerben, olvadékból kristályosodtak ki. 

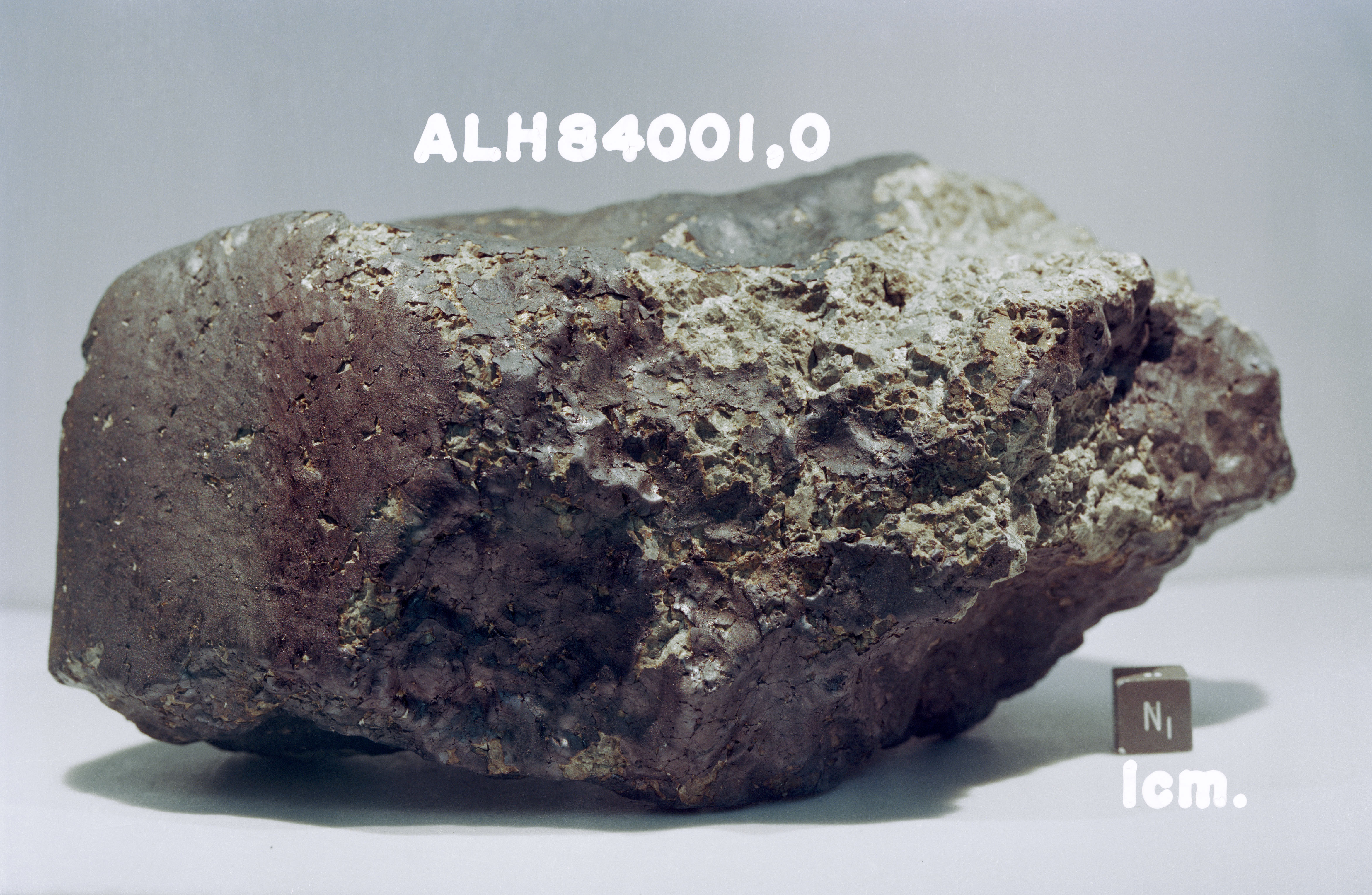
Az Antarktiszon talált ALH 84001 meteorit, amely minden bizonnyal a Marsról származik

Wasson és Wetherill vetette fel 1979-ben, hogy az SNC meteoritok a Marsról érkezhettek, ahol a felszínen a nemrég még aktív bazaltvulkánosság nyomait látjuk. Ugyanebben az évben egy további SNC meteoritot találtak az Antarktiszon, amelynek belsejében üvegszemcsék, és azokban gázzárványok voltak. A gáz laboratóriumi elemzése meglepő eredményre vezetett: összetételében a nitrogén izotópjainak arányában nagyon hasonló volt ahhoz, amit pár évvel korábban a Viking szondák a Mars légkörében mértek! 1982 óta gyakorlatilag minden kutató tényként kezeli, hogy az SNC meteoritok valamikor a Marsból szakadtak ki.
1983-ban Klaus Keil ugyancsak az Antarktiszon talált egy meteoritot, amelyről kiderült, hogy egyértelműen a Holdról származik.
Az eredetük körüli vita évekig csak a szakemberek szűk körében zajlott, de 1996. augusztus 7-én hirtelen nagy nyilvánosságot kapott, amikor maga Bill Clinton amerikai elnök jelentette be, hogy a NASA az egyik marsi meteoritban egykori életre utaló nyomokat talált. A bejelentés körülményei a tudományban teljesen szokatlanok voltak. Elnöki beszéd, sajtótájékoztató, újságok szalagcímei, lelkes és szkeptikus nyilatkozatok a világ valamennyi televíziójában – az akkor kialakult helyzet mintha előrevetítette volna azt a cirkuszt, ami egy Földön kívüli civilizáció üzenetének felfedezése kapcsán is várható lesz.

## Az SNC meteoritok kőzettípusai

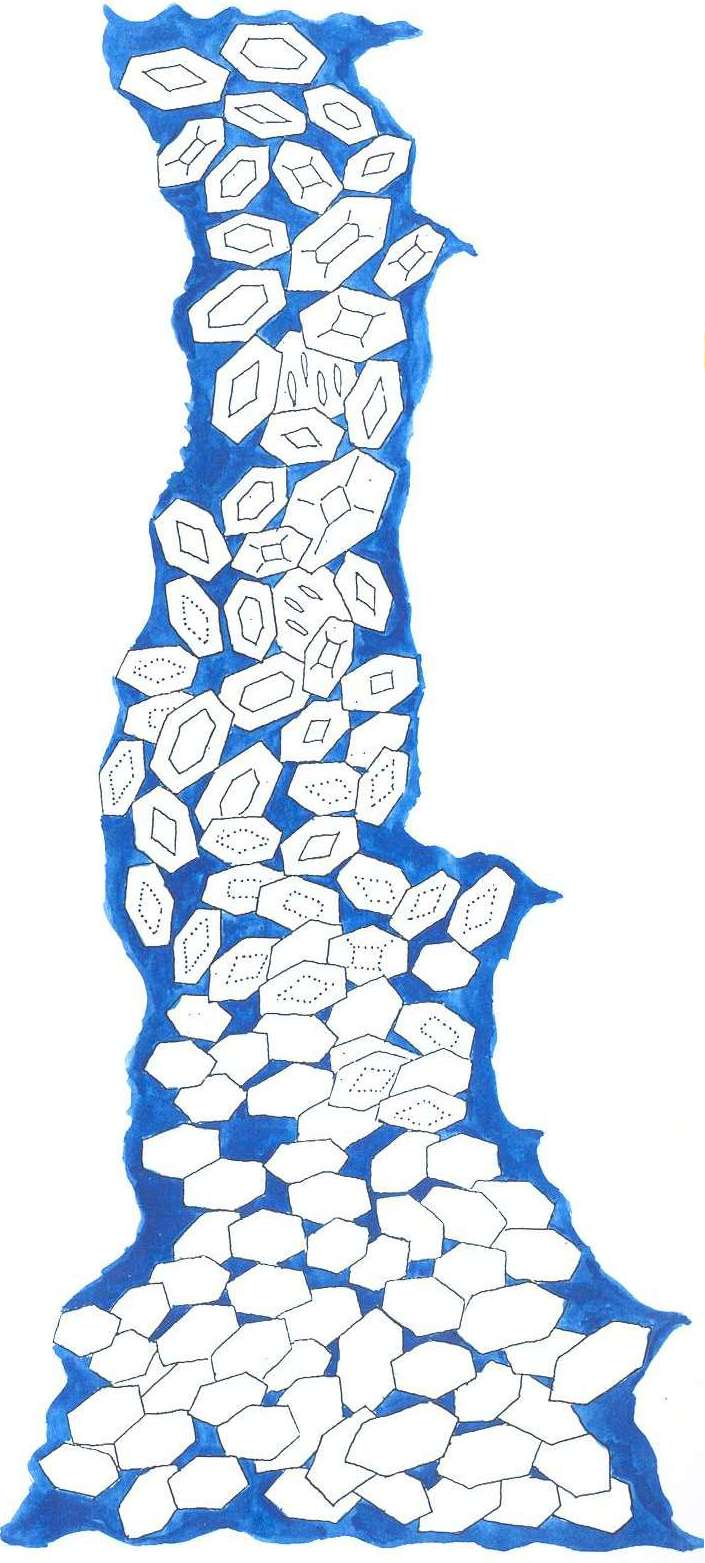
A nakhlitok kőzetszövete egymáson támaszkodó piroxén kristályokat tartalmaz. Ezekről egy képzeletbeli lávaoszlop metszeteként rajzunk bemutatja, hogyan épülnek egymásra. A felső zónából származik például a MIL03346, vagy az NWA817, mert viszonylag több a nagy kristályok közötti aprószemcsés anyag. Középső zónából származik a Y-111593 és az alsóból a nevezetes Nakhla.

Az SNC meteoritok magmás kőzetek. A magmás kőzetek az égitest (Föld, Mars) belső folyamatai során jönnek létre. A földi magmás kőzetek rendszerét először az ásványos összetétel, a kemizmus (például SiO2 tartalom) és a szövet szemcsemérete alapján tagolták típusokba. A legismertebb elrendezésben a kiömlési (vulkáni) kőzetek a magmás kőzetek táblázata felső sorában, ezen kőzetek mélységi magmás (plutóni) típusai a táblázat alsó sorában, növekvő SiO2 tartalom alapján szerepelnek. A felső sor e táblázatban a vulkáni komatiit/pikrit, bazalt, andezit, riolit sorozat, az alatta lévő sor pedig a mélységi magmás peridotit, gabbró, diorit, gránit sorozat.
A marsi meteoritok ebben a magmás kőzet-osztályozási rendszerben a bázisos-ultrabázisos tartományba esnek. A marsi meteoritokat 6 típusba sorolják. Ortopiroxenit (ALH 84001), Klinopiroxenit (a nakhlitok), Dunit (chassignit), Bazaltos-shergottit (például a Shergotty maga is), Olivin-porfíros-shergottit (például a Northwest Africa 1068 – NWA 1068) és a Lherzolitos, vagy Peridotitos-shergottit (például az ALHA 77005). A három leggyakoribb marsi meteorit típus a nakhlit, a bazaltos-shergottit és a lherzolitos shergottit.

### A shergottitok
A bazaltos-shergottitok szürke színű magmás kőzetek, melyek monoklin piroxénekből (pigeonit, augit) plagioklász földpátból (amely azonban ütés hatására átalakult maskelynitté) és járulékos ásványokból áll. A peridotitos-(lherzolitos)-shergottit a földi lherzolitokra-harzburgitokra hasonlít. Szövetében nagy rombos-piroxén szemcsékbe vannak beágyazva az olivin és krómit kristálykák. Csak kevés földpátüveg (maskelynit) található bennük. A peridotit a Földön – és a Marson is - a köpeny anyaga, melyből parciális olvadások nyomán bazaltos, pikrites olvadékok ömlenek a felszínre vagy jutnak felszín közelbe és ott kikristályosodnak. A shergottitok egyes típusai ebbe a folyamatba illő kőzettípusok. Az olivin-porfíros shergottitok nagyméretű olivin kristályokból állnak, amelyek be vannak ágyazva a finomszemcsés bazaltos alapszövetbe.

### A nakhlitok
A nakhlitok főleg monoklin piroxénből álló kumulátos kőzetek. Kisebb részben olivin és más ásványok is előfordulnak benne. A nakhlitok nagyméretű magmatesten belüli kristályosodás során jöttek létre. A már létrejött piroxén ásványok, a magmatestnél nagyobb sűrűségük miatt, lassan ülepedtek és a magmatest aljára süllyedtek, ahol egymáson megtámaszkodtak. Az így létrejött kőzetszövet a kumulátos szövet. Összetételében is és a nakhlitok szövetét tekintve is nagyon hasonlít a nakhlitokra a földi Theo-láva Kanadában (Treiman és munkatársai, 1996). A magmás kristályosodási és szétválási folyamatok során a Theo-lávatest 120 méter vastag összletében három nagy kőzettípus réteg különült el. Ezek szövete is különbözik. Felülről lefelé haladva, egy felső 20 méteres breccsás fedő alatt a következő rétegek helyezkednek el a Theo-lávatestben: gabbró, mintegy 35 méteres vastagságban, alatta mintegy 50 méteres vastagságban piroxenit és legalul peridotit mintegy 10-12 méteres vastagságú rétegben (Friedman Lentz és munkatársai, 1998).

## Shergottit a NIPR Antarktiszi Meteoritok Mintagyűjteményében
A Japán Sarkkutató Intézet, (angolul: National Institute of Polar Research: NIPR) a Tokiói Egyetem egyik intézete. 1969 óta egyik részlege a meteoritok kutatásával foglalkozik. Az Antarktiszi Meteoritkutató központ 1993-ban elkészített 20 darab, 30 vékonycsiszolatból álló gyűjteményt.
A mintagyűjtemény tartalmaz egy marsi meteoritot is Ez a készlet 10-es számú mintája. A vékonycsiszolat a nevezetes ALHA-77005 minta egy kis darabja. Nagyméretű piroxénekbe ágyazott barna olivin szemcsék alkotják, közöttük maskelynit figyelhető meg. Gyakori, hogy olvadékzsebek fordulnak elő olvadékerekkel együtt a mintában. A minta a tanév második félévében, vagyis a naptári év első felében, az ELTE TTK Kozmikus Anyagokat Vizsgáló Űrkutató Csoport (=KAVÜCS)-nál tanulmányozható.

## Marson talált meteoritok
Amióta űrszondák kutatják a Mars felszínét, több meteoritot találtak már a helyszínen is. Ezek megnevezése "meteoritok a Marson" lehet, mégis érdemes e címszónál is említést tenni róluk. A legismertebbeket az Opportunity fényképezte le a Meridiani síkságon. 2010 márciusáig 4 vasmeteorit vált ismertté az Opportunity kutatásai nyomán.

## Külső hivatkozások
- A Jet Propulsion Laboratory marsi meteoritokről készült honlapja
- A londoni Természetrajzi Múzeum honlapja a marsi meteoritokról
- Lista 2002-ig a marsi meteoritokról
- Az American Museum of Natiural History kiállítása a marsi meteoritokról